# Châteauneuf-d'Oze
Châteauneuf-d'Oze è un comune francese di 30 abitanti situato nel dipartimento delle Alte Alpi della regione della Provenza-Alpi-Costa Azzurra.

## Società

### Evoluzione demografica
Abitanti censiti